# 장경아
장경아(1987년 7월 20일 ~ )는 대한민국의 배우이다.

## 학력
- 동국대학교 연극영화과

## 드라마
- 2009년 MBC 주말드라마 《탐나는도다》- 홍시연 역
- 2010년 KBS 드라마스페셜 《락락락》- 수연 역
- 2010년 MBC 수목드라마 《즐거운 나의 집》
- 2011년 SBS 드라마스페셜 《뿌리깊은 나무》- 이방지 여인 역
- 2012년 KBS 드라마스페셜 《환양 쥐불놀이》- 가연 역
- 2013년 JTBC 토일드라마 《세계의 끝》- 이나현 역

## 영화
- 2009년 여고괴담 5
- 2011년 퍼펙트게임
- 2012년 슈퍼스타
- 2014년 파이어드

## 광고
- 2008년 닌텐도 DS
- 2008년 빌리 월리
- 2008년 다음 위젯 프로젝트